# Skot Kelbi
Skot Kelbi (engl. Scott Kelby) (rođen 1960. u Lakeland, Florida) je američki pisac i izdavač časopisa koji se bave Macintosh i kućnim računarima (eng. Personal Computer software), posebno za profesionalne dizajnere, fotografe i umetnike.

## Biografija
je urednik i izdavač  i  časopisa, predsednik i su-osnivač Nacionalne asocijacije Photoshop profesionalaca (eng. National Association of Photoshop Professionals (NAPP)) i predsednik Kelbi Media grupe (eng. Kelby Media Group) firme čije je sedište u Oldsmaru, Florida (eng. Oldsmar, Florida) koja se bavi izdavaštvom, obrazovanjem i obukom.
Kelbi je fotograf, dizajner i nagrađivani autor više od 40 knjiga uključujući .
Njegove knjige su prevedene na desetine jezika. Knjiga The Photoshop Book for Digital Photographers je dobila nagradu 2004 Benjamin Franklin Award od asocijacije nezavisnih izdavača knjiga (eng. Independent Book Publishers Association)
Kelbi je direktor obuke za Adobe Photoshop Seminar Tour i tehnički direktor . On učestvuje u nizu DVD trening serija i obučava korisnike Photoshopa od 1993. godine.
U jesen 2007. stvorio je Kelbytraining.com da bi omogućio dostupnost velikog dela njegovog trening materijala na jednoj lokaciji.
On je započeo 2008. godine "Scott Kelby Worldwide Photowalk". Ta akcija je sprovedena 2009. u 900 gradova.
Kelbi je hrišćanin.

## Photoshop User TV
U jesen 2005. Skot Kelbi je predstavio video podkast Photoshop User TV nazvanog po časopisu perjanici njegove organizacije. Šou koji traje 30-45 minuta i koji je počeo svoj život kao "Photoshop TV" (bio je kratko "NAPP TV") dostupan je za gledanje i preuzimanje na PhotoshopUserTV.com. U toku emisije Kelbi i njegovi NAPP prijatelji/saradnici razgovaraju o Adobe Photoshop novostima i obukama na jedan duhovit i zanimljiv način. Pored Kelbija u uspehu emisija učestvuju:
- Dejv Kros (eng. Dave Cross) viši edukator i programer Nacionalne asocijacije Photoshop profesionalaca (NAPP).
- Met Kloskovski (eng. Matt Kloskowski) viši edukator i programer Nacionalne asocijacije Photoshop profesionalaca (NAPP).

Skot Kelbi, Dejv Kros, i Met Kloskovski se često nazivaju Photoshop Guys.
- Kori Barker (eng.Corey Barker) edukator i programer Nacionalne asocijacije Photoshop profesionalaca (NAPP).
- Rafael "RC" Koncepcion (eng. Rafael "RC" Concepcion) edukator i programer Nacionalne asocijacije Photoshop profesionalaca (NAPP).

Od jeseni 2007. Kori Barker i Rafael "RC" Konsepšn su domaćini video podkasta Layers TV koji pokriva veliki deo Adobe Systems kreativnih proizvoda.
- Stefani Kros (eng.Stephanie Cross)

Pored ovih redovnih, šou često dovodi goste, istaknute kreativce da razgovaraju o svojim tehnikama uključujući Deke Meklelanda (eng. Dekke McClelland) iz Photoshop kuće slavnih (eng. Photoshop Hall of Fame), umetnika digitalnog foto realizma Berta Monroi-a (eng. Bert Monroy), i fotografe Rik Samo-u (eng. Rick Sammon), Moze Petersona (eng. Moose Peterson) i Vinsenta Versaće-a (eng. Vincent Versace). 
Photoshop User TV je stalno rangiran među prvim podkastima na iTunes.

## Spoljašnje veze
- Kelbijev lični sajt
- Peachpit intervju sa Skotom Kelbijem